# Hipogeu

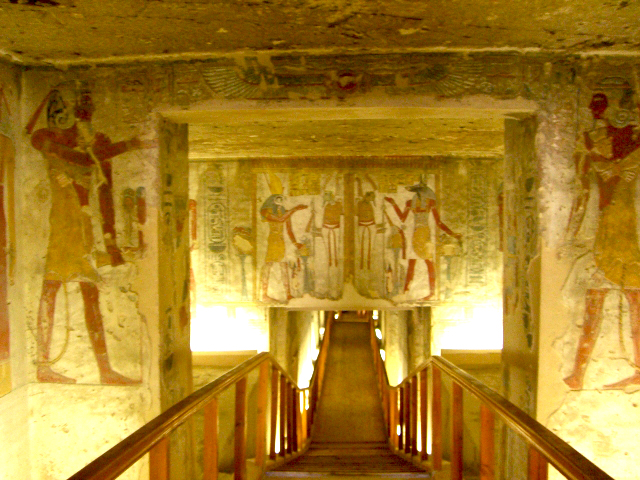
Tomba hipogeu de Tausert i Setnakht, excavada a la Vall dels Reis (Egipte).

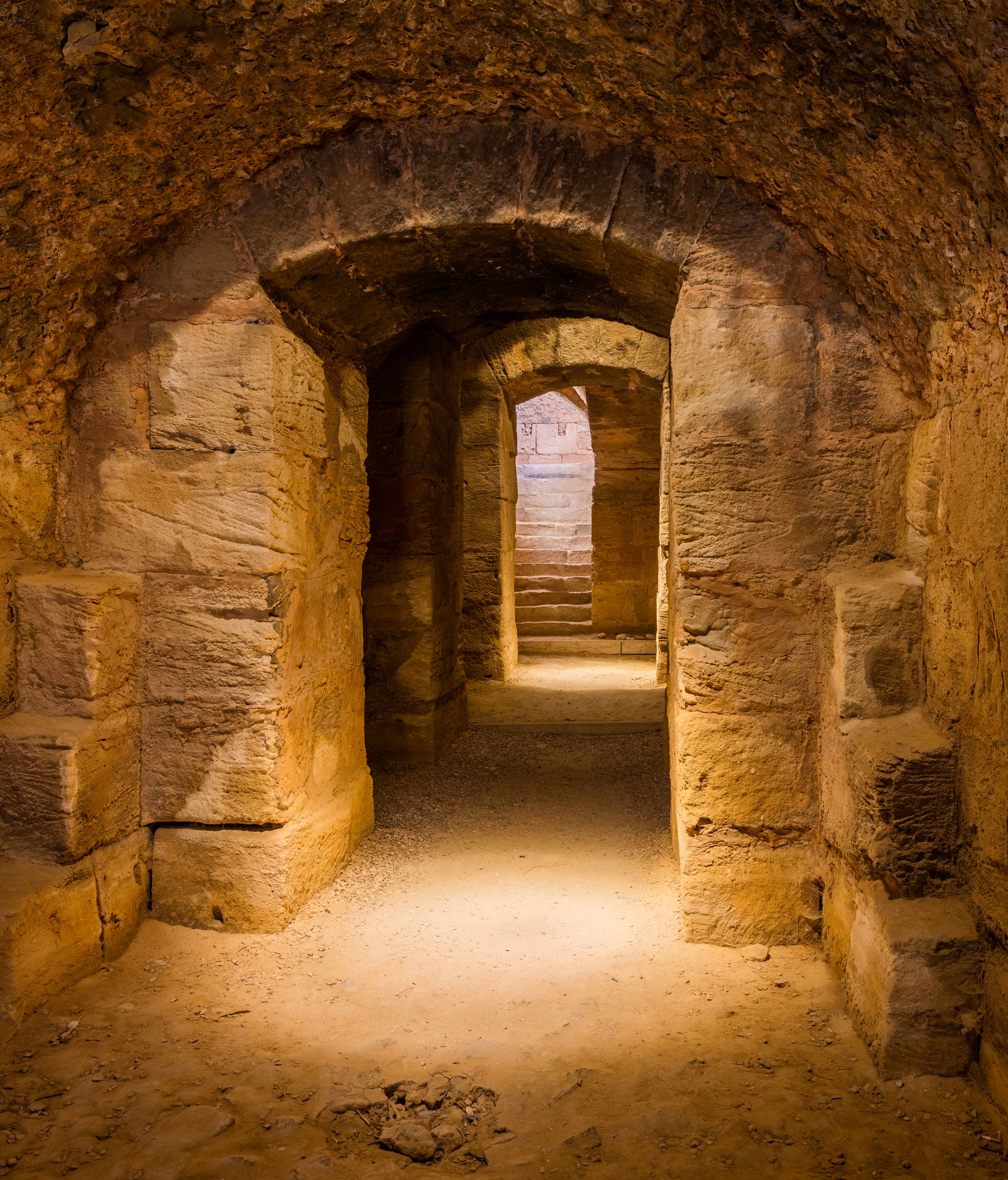
Interior de l'amfiteatre d'El Djem, a Tunis.

Hipogeu (del grec: ὑπόγαιο, literalment "sota terra") és una construcció o excavació subterrània, en forma de cambra, galeria o passadís, especialment destinada a servir de sepulcre.
Són d'interès els casos de l'antic Egipte i els construïts arreu dels dominis fenicis i púnics, com els de l'illa d'Eivissa. El plantejament era bastant similar al de les construccions erigides a l'aire lliure, allotjant també estances curosament decorades amb baixos relleus policromats.
Els hipogeus es coneixen ja des de l'època menfita i van tenir un gran desenvolupament durant l'Imperi Nou d'Egipte, quan es van construir tombes reials en forma de sumptuoses mansions subterrànies, perforant la serralada de la regió de Tebes, a l'enclavament avui denominat "Vall dels Reis".
A més d'aquests, se'n van excavar molts més, encara que menys solemnes, per a egipcis benestants que buscaven allà la seva casa eterna. Tanmateix, alguns governants d'Egipte van continuar enterrant-se en altres tipus d'edificacions, com les petites piràmides de Mèroe o Napata, a Kush (Núbia).

## Naixent i ponent
Es consideraven temples funeraris, dels hipogeus reials, als cenotafis situats al marge tebà occidental del riu Nil. Els erigits a la vora oriental, com el grandiós temple de Karnak o el bell temple de Luxor, estaven dedicats al déu Ammon, i a altres divinitats. Per als antics egipcis, la zona oriental del Nil era l'adequada per a les activitats dels vius, on naixia el déu Sol, mentre que la part occidental, per on es ponia el Sol, era destinava a assumptes de l'altra vida, era el lloc de les necròpolis i temples funeraris.